# Лукас, Алисия
Алисия Лукас OAM (англ. Alicia Lucas), урождённая Алисия Джейн Куирк (англ. Alicia Jane Quirk, родилась 28 марта 1992 года) — полупрофессиональная австралийская регбистка, выступающая на позиции защитницы за женскую сборную Австралии по регби-7. Олимпийская чемпионка по регби-7 2016 года.

## Карьера игрока
На клубном уровне представляет команду «Трайб» и штат Новый Южный Уэльс. В прошлом играла в тач-футбол и в составе женской сборной выиграла чемпионат мира в 2011 году. В женской сборной выступает с 2013 года. В 2016 году Алисия Куирк вошла в заявку сборной Австралии по регби-7 на Олимпийские игры в Рио-де-Жанейро (игровой номер 10). На турнире Куирк не отметилась результативными действиями, однако австралийская команда победила новозеландок в финале и завоевала олимпийское золото в этом виде спорта. Как олимпийская чемпионка, 26 января 2017 года в День Австралии Куирк была награждена Медалью Ордена Австралии.

## Личная жизнь
Окончила в 2013 году Университет Чарльза Стёрта в Олбери-Уодонга, квалифицированный физиотерапевт. В свободное время изучает португальский. Замужем за регбистом Мэттом Лукасом.